# Kanton Montfaucon-Montigné
Montfaucon-Montigné is een voormalig kanton van het Franse departement Maine-et-Loire. Het kanton maakte deel uit van het arrondissement Cholet. Het kanton werd op 22 maart 2015 opgeheven en de gemeenten werden opgenomen in het op die dag gevormde kanton Saint-Macaire-en-Mauges, thans kanton Sèvremoine.

## Gemeenten
Het kanton Montfaucon-Montigné omvatte de volgende gemeenten:
- Le Longeron
- Montfaucon-Montigné (hoofdplaats)
- La Renaudière
- La Romagne
- Roussay
- Saint-André-de-la-Marche
- Saint-Crespin-sur-Moine
- Saint-Germain-sur-Moine
- Saint-Macaire-en-Mauges
- Tillières
- Torfou